# Löbejün
Löbejün wymowaⓘ – dzielnica miasta Wettin-Löbejün w Niemczech, w kraju związkowym Saksonia-Anhalt, w powiecie Saale. Do 31 grudnia 2010 samodzielne miasto.

## Współpraca
Miejscowość partnerska:
- Schifferstadt, Nadrenia-Palatynat